# Villa du Département
La villa du Département, appelée aussi maison Mas ou maison de Boisvilliers, est une villa remarquable de l'île de La Réunion, département et région d'outre-mer français dans le sud-ouest de l'océan Indien. Située au 18 de la rue de Paris, dans le centre-ville de Saint-Denis, le chef-lieu, elle a été construite au début des années 1790 par Jean-Baptiste de Lestrac, qui fut le premier maire de la commune de 1790 à 1792. Elle accueille aujourd'hui des services du Conseil départemental de La Réunion, dont elle est la propriété.